# ناحیه وودویل، شهرستان گرین، ایلینوی
ناحیه وودویل (به انگلیسی: Woodville Township) یک منطقهٔ مسکونی در ایالات متحده آمریکا است که در شهرستان گرین، ایلینوی واقع شده‌است. ناحیه وودویل ۱۴۰ متر بالاتر از سطح دریا واقع شده‌است.